# FTSE MIB
El FTSE MIB (abans de juny de 2009 S&P/MIB) és actualment el més significatiu índex borsari de la Borsa italiana. L'índex succeeix des de 2004 al MIB-30 i està integrat pels 40 valors més negociats de la borsa. L'índex neix després de la fusió de la borsa italiana amb el London Estoc Exchange. És operatiu des de l'1 de juny de 2009 i representa prop del 80% de la capitalització del mercat accionista italià.

## Components
La capitalització borsària d'aquest índex es troba al voltant dels 505.448 milions d'euros, les 40 empreses que componen l'índex FTSE MIB, la capitalització de mercat en euros i el pes percentual en l'índex, a data d'1 d'abril de 2016:
| Nom                                                    | Codi | Seu legal                 | President                   | Sector                          | Capitalització (€) |
| ------------------------------------------------------ | ---- | ------------------------- | --------------------------- | ------------------------------- | ------------------ |
| A2A S.p.A.                                             | A2A  | Brescia                   | Giovanni Valotti            | Energia                         | 3.598.141.711      |
| Anima Holding S.p.A.                                   | ANM  | Brescia                   | Claudio Bombonato           | Servei financer                 | 1.896.020.937      |
| Atlantia S.p.A.                                        | ATL  | Roma                      | Fabio Cerchiai              | Transport                       | 20.162.259.321     |
| Azimut Holding S.p.A.                                  | AZM  | Milà                      | Pietro Giuliani             | Servei financer                 | 2.850.664.212      |
| Banca Mediolanum S.p.A.                                | BMED | Basiglio (MI)             | Ennio Doris                 | Banca                           | 5.107.529.274      |
| Banca Monte dei Paschi di Siena S.p.A.                 | BMPS | Siena                     | Fabrizio Viola (AD)         | Banca                           | 1.457.243.692      |
| Banca Popolare dell'Emilia Romagna società cooperativa | BPE  | Mòdena                    | Ettore Caselli              | Banca                           | 2.011.532.342      |
| Banca Popolare di Milà S.c.r.l.                        | PMI  | Milà                      | Giuseppe Castagna (CD)      | Banca                           | 2.697.873.198      |
| Banco Popolare società cooperativa                     | BP   | Verona                    | Carlo Fratta Pasini         | Banca                           | 2.697.873.198      |
| Buzzi Unicem S.p.A.                                    | BZU  | Casale Monferrato         | Alessandro Buzzi            | Ciment                          | 2.521.822.546      |
| Campari - Milà S.p.A.                                  | CPR  | Milà                      | Luca Garavoglia             | Alimentari                      | 5.661.270.880      |
| CNH Industrial N.V.                                    | CNHI | Amsterdam (Països Baixos) | Sergio Marchionne           | Vehicles industrials            | 8.188.502.317      |
| ENEL S.p.A.                                            | ENEL | Roma                      | Maria Patrizia Grieco       | Energia                         | 39.887.952.100     |
| ENI S.p.A.                                             | ENI  | Roma                      | Emma Marcegaglia            | Petroli & Gas                   | 48.204.561.054     |
| Exor S.p.A.                                            | EXO  | Torí                      | John Elkann                 | Serveis financers               | 7.818.610.296      |
| Ferrari N.V.                                           | RACE | Amsterdam (Països Baixos) | Sergio Marchionne           | Automoció                       | 7.097.658.240      |
| Fiat Chrysler Automobiles N.V.                         | FCA  | Amsterdam (Països Baixos) | John Elkann                 | Automoció                       | 9.212.487.375      |
| FinecoBank S.p.A.                                      | FBK  | Milà                      | Alessandro Foti             | Banca                           | 4.486.233.949      |
| Finmeccanica S.p.A.                                    | FNC  | Roma                      | Giovanni De Gennaro         | Aeronàutica & Defensa           | 6.464.126.121      |
| Generali S.p.A.                                        | G    | Trieste                   | Gabriele Galateri di Genola | Assegurances                    | 20.298.669.551     |
| Intesa Sanpaolo S.p.A.                                 | ISP  | Torí                      | Carlo Messina (CD)          | Banca                           | 38.205.718.059     |
| italcementi S.p.A.                                     | IA   | Torí                      | Giampiero Pesenti           | Ciment                          | 3.592.109.236      |
| LuxÒptica S.p.A.                                       | LUX  | Milà                      | Leonardo Del Vecchio        | Òptica                          | 23.604.913.158     |
| Mediaset S.p.A.                                        | MS   | Milà                      | Fedele Confalonieri         | Media Comunicació               | 4.273.208.836      |
| Mediobanca S.p.A.                                      | MB   | Milà                      | Renato Pagliaro             | Banca                           | 5.449.014.606      |
| Moncler S.p.A.                                         | MONC | Milà                      | Remo Ruffini                | Moda                            | [3.737.159.552     |
| Poste italiane S.p.A.                                  | POST | Milà                      | Luisa Todini                | Assegurances                    | 8.715.541.419      |
| Prysmian S.p.A.                                        | PRY  | Milà                      | Valerio Battista            | Cables                          | 4.323.040.592      |
| Saipem S.p.A.                                          | SPM  | San Donato Milanese       | Stefano Cao (AD) (CEO)      | Petroli                         | 3.584.888.369      |
| Salvatore Ferragamo S.p.A.                             | SFER | Florència                 | Ferruccio Ferragamo         | Moda                            | 3.796.660.986      |
| Snam S.p.A.                                            | SRG  | San Donato Milanese       | Carlo Malacarne (AD)        | Gas natural                     | 19.217.454.043     |
| STMicroelectronics N.V.                                | STM  | Amsterdam (Països Baixos) | Carlo Bozotti               | Electrònica                     | 4.433.043.189      |
| Telecom Italia S.p.A.                                  | TIT  | Milà                      | Giuseppe Recchi             | Telecomunicacions               | 12.862.715.935     |
| Tenaris S.A.                                           | TEN  | Luxemburg (Luxemburg)     | Paolo Rocca                 | Siderúrgia                      | 12.910.704.934     |
| Terna - Rete Elettrica Nazionale S.p.A.                | TRN  | Roma                      | Matteo Del Fante            | Transmissió d'energia elèctrica | 10.104.229.784     |
| UBI Banca S.p.A.                                       | UBI  | Bèrgam                    | Victor Massiah (CD)         | Banca                           | 2.942.585.940      |
| UniCredit S.p.A.                                       | UCG  | Roma                      | Federico Ghizzoni (AD)      | Banca                           | 18.931.252.711     |
| Unipol S.p.A.                                          | UN   | Bolonya                   | Pierluigi Stefanini         | Assegurances                    | 2.545.165.522      |
| UnipolSai Assegurances S.p.A.                          | US   | Bolonya                   | Fabio Cerchiai              | Assegurances                    | 5.744.322.345      |
| Yoox Net-A-Porter Group S.p.A.                         | YOX  | Zola Predosa (BO)         | Federico Marchetti          | E-commerce                      | 2.291.615.186      |

## Selecció de la composició del Ftse MIB
L'entrada o sortida de valors de l'índex la decideix un grup d'experts anomenat Comitè Assessor Tècnic (CAT). Aquest comitè es reuneix amb aquesta finalitat dos cops l'any, normalment el juliol i desembre, fent-se'n efectives les modificacions el primer dia hàbil de juliol i el primer dia hàbil de gener de cada any. No obstant, es poden celebrar reunions extraordinàries si les circumstàncies ho requereixen per modificar la composició de l'Ftse MIB.
Perquè un valor form part de l'índex, cal que:
- La capitalització mitjana sigui superior al 0,30 per cent la del valor en el període analitzat.
- Que s'hagi contractat almenys en la tercera part de les sessions d'aquest període.

No obstant, si no es compleix aquesta condició, l'empresa també podria triar-se per entrar a l'índex si estigués entre els 20 valors amb més capitalització.